# Csészecsigafélék
A csészecsigafélék (Patellidae) a csigák (Gastropoda) osztályájának és a docoglossa rendnek egyik családja.

## Rendszerezés
A családba az alábbi nemek és fajok tartoznak:
- Helcion
  - Helcion pectinata
- Patina
  - Patina pellucida
- Patella
  - Patella asprea
  - Patella coerulea
  - Patella depressa
  - Patella intermedia 
  - Patella mexicana
  - Patella ulyssiponensis
  - Közönséges csészecsiga (Patella vulgata)